# Eva Haverkamp-Rott

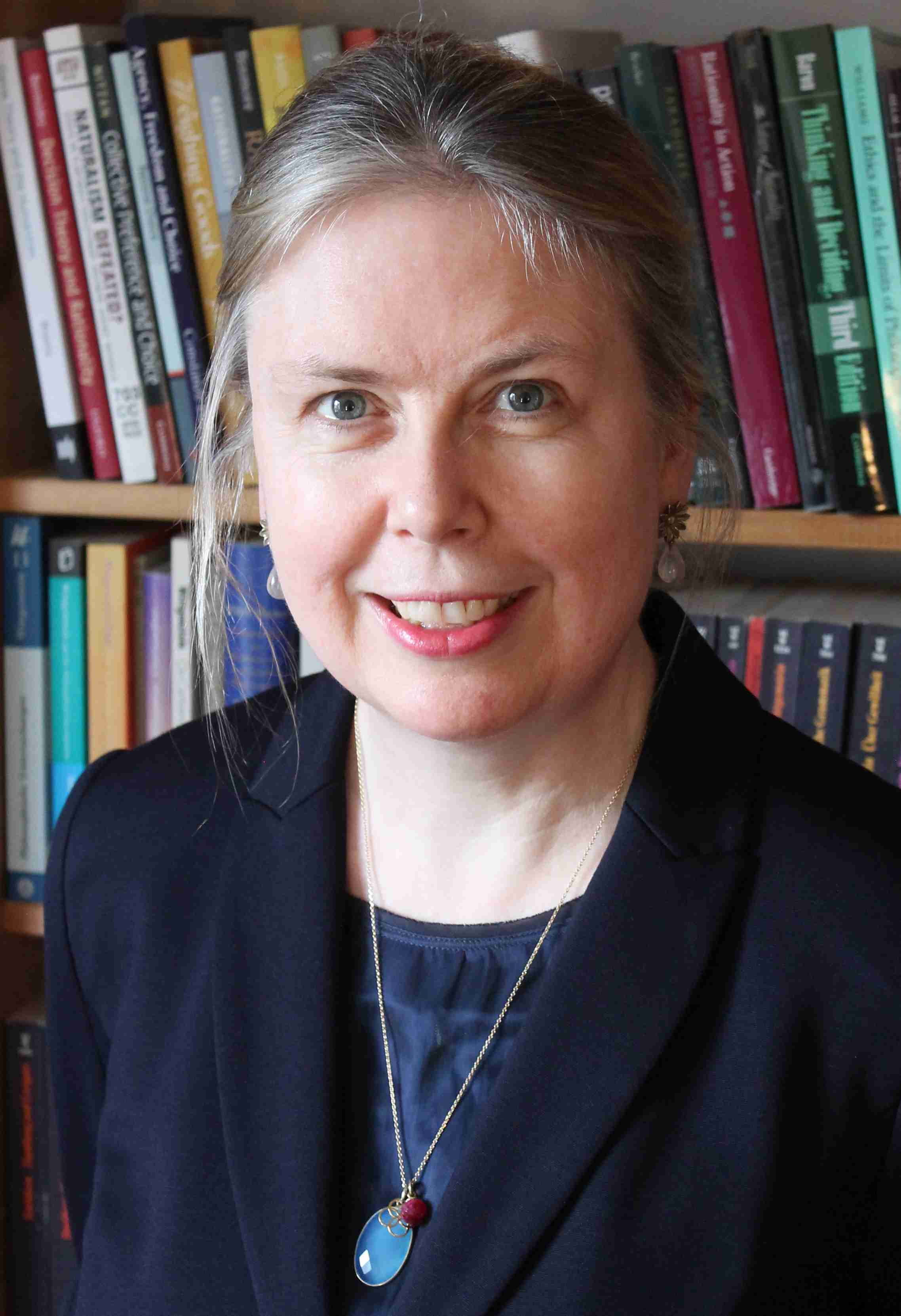
Eva Haverkamp-Rott (2019)

Eva Haverkamp-Rott (* 1966) ist eine deutsche Historikerin.

## Leben
Die Tochter des Mediävisten Alfred Haverkamp studierte von 1989 bis 1990 an der Hebräischen Universität Jerusalem, Abteilung für jüdische Geschichte. 1994 erwarb sie an der Universität zu Köln am Martin-Buber-Institut für Judaistik den Magister in Judaistik, Mittelalterlicher und Neuerer Geschichte. Von 1997 bis 1998 war sie wissenschaftliche Mitarbeiterin an der Universität Würzburg im GIF-Projekt von Karlheinz Müller und Simon Schwarzfuchs Die jüdischen mittelalterlichen Grabsteine von Würzburg. An der Universität Konstanz erwarb sie 1999 den Dr. phil. in Mittelalterlicher Geschichte mit einer von Alexander Patschovsky betreuten Arbeit zu hebräischen Berichten über die Judenverfolgungen während des Ersten Kreuzzugs.
Von 1999 bis 2006 lehrte sie als Assistant Professor für (Mittelalterliche) Jüdische Geschichte an der Rice University (seit 2001 als Anna Smith Fine Assistant Professor). Von 2006 bis 2008 war sie Anna Smith Fine Associate Professor für (Mittelalterliche) Jüdische Geschichte an der Rice University. Seit 2009 hat sie die neu eingerichtete Professur für Mittelalterliche und Jüdische Geschichte und Kultur an der Ludwig-Maximilians-Universität München inne.

## Schriften (Auswahl)
- Hebräische Berichte über die Judenverfolgungen während des Ersten Kreuzzugs. Hahn, Hannover 2005, ISBN 3-7752-1301-5.
- Martyrs in Rivalry: The 1096 Jewish Martyrs and the Thebean Legion, in: Jewish History 23 (2009), S. 319–342.
- Jews in Christian Europe. Ashkenaz in the Middle Ages, in: Alan T. Levenson (Hrsg.), The Wiley Blackwell History of Jews and Judaism, Oxford: Wiley-Blackwell 2012, S. 169–206.
- Jewish Images on Christian Coins: Economy and Symbolism in Medieval Germany, in: Philippe Buc, Martha Keil und John Tolan (Hrsg.), Jews and Christians in Medieval Europe: The Historiographical Legacy of Bernard Blumenkranz. Turnhout: Brepols 2016, S. 189–226.
- Historiography, in: Robert Chazan (Hrsg.), The Cambridge History of Judaism, Vol. VI, The Middle Ages: The Christian World, Cambridge: Cambridge University Press 2018, S. 836–859, 902–903.